# Original Motion Picture Soundtrack: Vallmo
Original Motion Picture Soundtrack: Vallmo är ett studioalbum av Nicolai Dunger och Jonas Kullhammar, släppt 2010.

## Låtlista

### Sida A
1. "Sommarhälsning till Johan"
2. "Vallmo"
3. "Ellings ton"
4. "Rusa in i huset"

### Sida B
1. "Simfärden till Pickering Forest"
2. "Hjärtat är lätt"
3. "Rusa (rätt) in i ruset"
4. "Ankomst/farväl till vallmon"